# Base missilistica
Una base missilistica è una installazione militare adibita al lancio di missili. È dotata anche di una pista per gli aerei cargo (aeroporto) che trasportano i vettori. Chiaramente è dotata di tutte le strutture necessarie alla sua operatività come il centro comando, le centrali operative di lancio, le strutture di manutenzione e montaggio dei missili stessi nonché delle strutture logistiche per il personale. 
Generalmente le basi missilistiche sono dotate di silos  sotterranei, che si aprono solo al momento del lancio.